# Backcombing

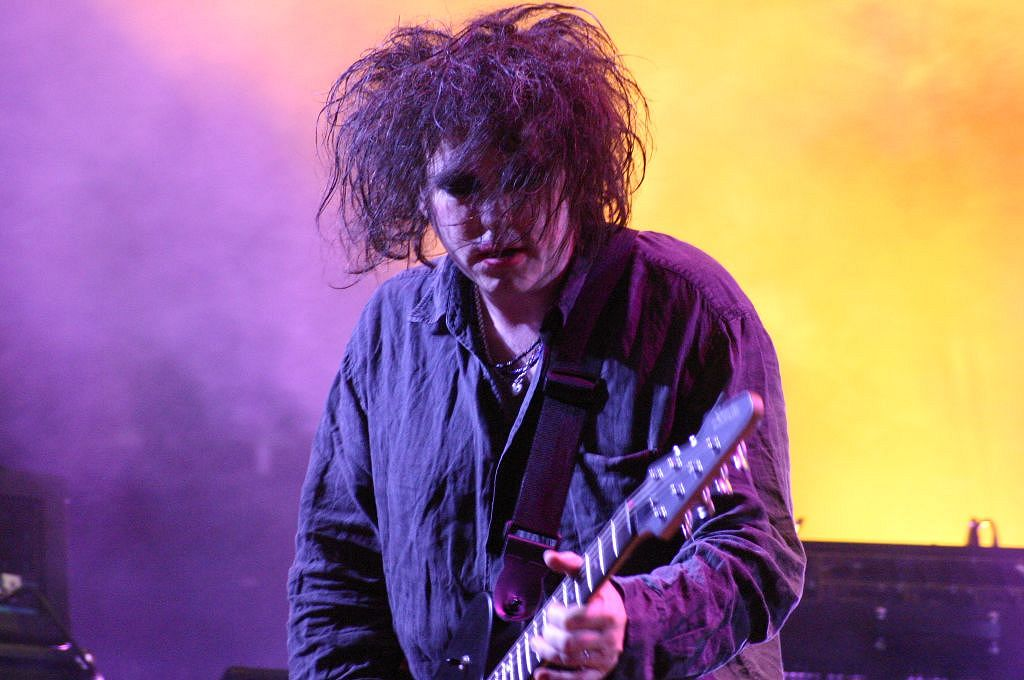
Robert Smith, din The Cure, este unul dintre cei mai faimoși exponenți Backcombing.

Backcombing este un tip de Coafură tapată, pieptănând părul spre spate în direcție contrară, pentru a da un efect de păr des și abundent.